# Ново-Никольские ворота
Ново-Никольские ворота — проломные ворота в Китайгородской стене. Название связано с необходимостью отличать их от Никольских ворот, также известных как Владимирские.
Были построены позднее, чем сама Китайгородская стена, в XVIII веке. Ворота вели к мосту через ров, наполненный водой. Имели с внутренней стороны две арки, а с внешней — одну.
В ходе реставрации 1920-х годов по обеим сторонам ворот были пробиты два прохода. Снесены в 1934 году вместе с большей частью Китайгородской стены.

## Литература

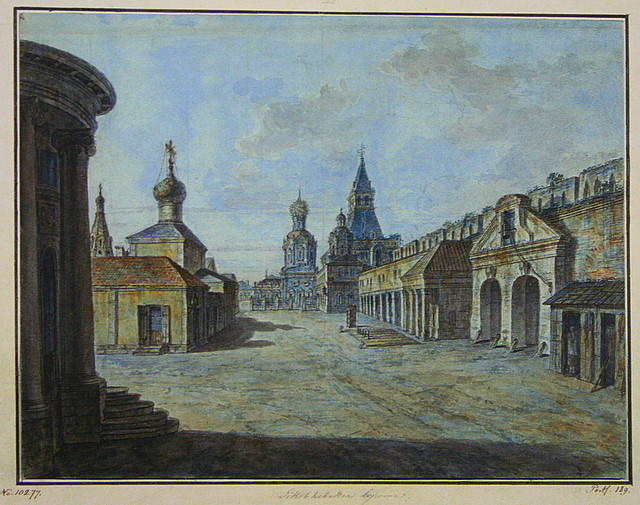
Ворота изнутри около 1800 г. Акварель Алексеева Ф. Я.
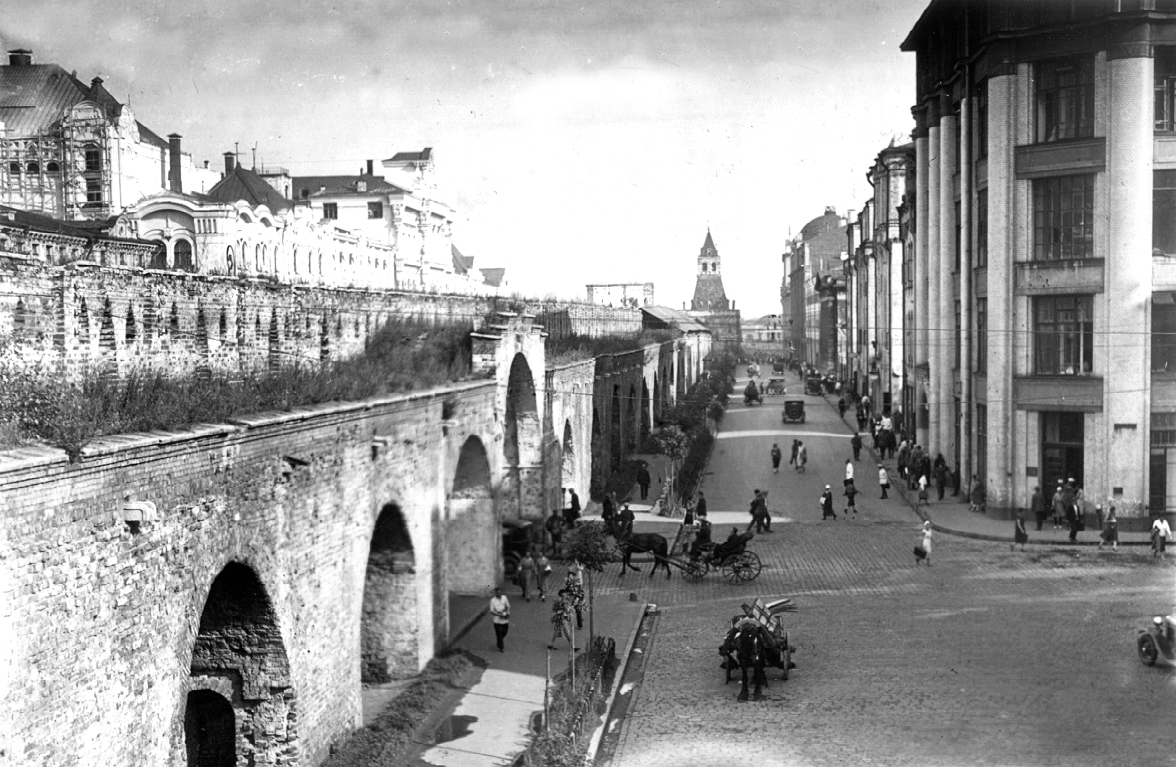
Китайгородская стена изнутри. 1920-е годы. Слева видны Ново-Никольские ворота]]